# Oligoryzomys griseolus
Oligoryzomys griseolus és una espècie de mamífer rosegador de la família dels cricètids. Viu a l'est de Colòmbia i l'extrem occidental de Veneçuela. Els seus hàbitats naturals són els boscos montans alts i els páramos. Es creu que no hi ha cap amenaça significativa per a la supervivència d'aquesta espècie, tot i que està afectada per la desforestació i la destrucció del seu medi.